# Coppa Intercontinentale di skeleton 2017
La Coppa Intercontinentale di skeleton 2017 è stata la decima edizione del circuito mondiale di secondo livello dello skeleton, manifestazione organizzata dalla Federazione Internazionale di Bob e Skeleton; è iniziata il 10 novembre 2016 a Innsbruck, in Austria, e si è conclusa il 27 gennaio 2017 a Lake Placid, negli Stati Uniti. Vennero disputate sedici gare: otto per le donne e altrettante per gli uomini in quattro differenti località.
Vincitori dei trofei, conferiti agli atleti classificatisi per primi nel circuito, sono stati la canadese Lanette Prediger nel singolo femminile, al suo secondo trofeo consecutivo, e il britannico Jeremy Rice in quello maschile.

## Calendario
| Località             | Data                | Donne | Uomini |
| -------------------- | ------------------- | ----- | ------ |
| Innsbruck            | 10–11 novembre 2016 | ●●    | ●●     |
| Schönau am Königssee | 17–18 novembre 2016 | ●●    | ●●     |
| Calgary              | 12–13 gennaio 2017  | ●●    | ●●     |
| Lake Placid          | 26–27 gennaio 2017  | ●●    | ●●     |
| Totale               | Totale              | 8     | 8      |

## Risultati

### Donne
| Data             | Località             | Prime classificate            | Seconde classificate                                    | Terze classificate                |
| ---------------- | -------------------- | ----------------------------- | ------------------------------------------------------- | --------------------------------- |
| 10 novembre 2016 | Innsbruck            | Kimberley Bos Paesi Bassi     | Megan Henry Stati Uniti                                 | Lanette Prediger Canada           |
| 11 novembre 2016 | Innsbruck            | Kimberley Bos Paesi Bassi     | Lanette Prediger Canada e Maria Marinela Mazilu Romania | non assegnato                     |
| 17 novembre 2016 | Schönau am Königssee | Anna Fernstädt Germania       | Lanette Prediger Canada                                 | Ashleigh Fay Pittaway Regno Unito |
| 18 novembre 2016 | Schönau am Königssee | Anna Fernstädt Germania       | Ashleigh Fay Pittaway Regno Unito                       | Corinna Leipold Germania          |
| 12 gennaio 2017  | Calgary              | Lanette Prediger Canada       | Donna Creighton Regno Unito                             | Jaclyn LaBerge Canada             |
| 13 gennaio 2017  | Calgary              | Lanette Prediger Canada       | Jaclyn LaBerge Canada                                   | Savannah Graybill Stati Uniti     |
| 26 gennaio 2017  | Lake Placid          | Savannah Graybill Stati Uniti | Megan Henry Stati Uniti                                 | Donna Creighton Regno Unito       |
| 27 gennaio 2017  | Lake Placid          | Savannah Graybill Stati Uniti | Lanette Prediger Canada                                 | Megan Henry Stati Uniti           |

### Uomini
| Data             | Località             | Primi classificati             | Secondi classificati     | Terzi classificati                                   |
| ---------------- | -------------------- | ------------------------------ | ------------------------ | ---------------------------------------------------- |
| 10 novembre 2016 | Innsbruck            | Kilian von Schleinitz Germania | Michael Zachrau Germania | Felix Keisinger Germania                             |
| 11 novembre 2016 | Innsbruck            | Kilian von Schleinitz Germania | Michael Zachrau Germania | Felix Keisinger Germania                             |
| 17 novembre 2016 | Schönau am Königssee | Kilian von Schleinitz Germania | Felix Keisinger Germania | Ivo Šteinbergs Lettonia                              |
| 18 novembre 2016 | Schönau am Königssee | Kilian von Schleinitz Germania | Michael Zachrau Germania | Felix Keisinger Germania                             |
| 12 gennaio 2017  | Calgary              | Egor Veselov Russia            | Pavel Kulikov Russia     | Vladislav Marčenkov Russia e Jeremy Rice Regno Unito |
| 13 gennaio 2017  | Calgary              | Pavel Kulikov Russia           | Evan Neufeldt Canada     | Egor Veselov Russia                                  |
| 26 gennaio 2017  | Lake Placid          | John Daly Stati Uniti          | Marcus Wyatt Regno Unito | Jeremy Rice Regno Unito                              |
| 27 gennaio 2017  | Lake Placid          | Egor Veselov Russia            | John Daly Stati Uniti    | Vladislav Marčenkov Russia                           |

## Classifiche

### Donne
| Pos. | Nome atleta           | Nazione     | INN-1 | INN-2 | KÖN-1 | KÖN-2 | CAL-1 | CAL-2 | LAK-1 | LAK-2 | Totale |
| ---- | --------------------- | ----------- | ----- | ----- | ----- | ----- | ----- | ----- | ----- | ----- | ------ |
| 1    | Lanette Prediger      | Canada      | 3     | 2     | 2     | 6     | 1     | 1     | 6     | 2     | 848    |
| 2    | Savannah Graybill     | Stati Uniti | 8     | 10    | 8     | 7     | 7     | 3     | 1     | 1     | 742    |
| 3    | Donna Creighton       | Regno Unito | 7     | 6     | 10    | 8     | 2     | 5     | 3     | 4     | 724    |
| 4    | Megan Henry           | Stati Uniti | 2     | 4     | 9     | 17    | 12    | 6     | 2     | 3     | 690    |
| 5    | Jaclyn LaBerge        | Canada      | 16    | 15    | 4     | 10    | 3     | 2     | 8     | 10    | 632    |
| 6    | Maria Marinela Mazilu | Romania     | 4     | 2     | 12    | 12    | 13    | 14    | 13    | 8     | 590    |
| 7    | Anastasija Novikova   | Russia      | 14    | 13    | 19    | 13    | 15    | 13    | 14    | 13    | 441    |
| 8    | Veronica Day          | Stati Uniti | 18    | 17    | 23    | 19    | 10    | 15    | 10    | 5     | 434    |
| 9    | Corinna Leipold       | Germania    | 6     | 7     | 6     | 3     | -     | -     | -     | -     | 362    |
| 10   | Madison Charney       | Canada      | -     | -     | -     | -     | 4     | 4     | 8     | 6     | 360    |

### Uomini
| Pos. | Nome atleta           | Nazione     | INN-1 | INN-2 | KÖN-1 | KÖN-2 | CAL-1 | CAL-2 | LAK-1 | LAK-2 | Totale |
| ---- | --------------------- | ----------- | ----- | ----- | ----- | ----- | ----- | ----- | ----- | ----- | ------ |
| 1    | Jeremy Rice           | Regno Unito | 10    | 6     | 5     | 5     | 3     | 8     | 3     | 5     | 720    |
| 2    | Evan Neufeldt         | Canada      | 9     | 9     | 7     | 6     | 10    | 2     | 16    | 17    | 598    |
| 3    | Vladislav Marčenkov   | Russia      | 16    | 7     | 22    | 18    | 3     | 6     | 6     | 3     | 580    |
| 4    | Geng Wenqiang         | Cina        | 7     | 23    | 6     | 12    | 16    | 19    | 13    | 5     | 498    |
| 5    | Alexander Hanssen     | Norvegia    | 13    | 12    | 11    | 14    | 7     | 9     | 15    | 20    | 494    |
| 6    | Kilian von Schleinitz | Germania    | 1     | 1     | 1     | 1     | -     | -     | -     | -     | 480    |
| 7    | Yuki Sasahara         | Giappone    | 21    | 18    | 9     | 8     | 14    | 17    | 10    | 9     | 475    |
| 8    | Kenny Howard          | Regno Unito | 18    | 9     | -     | -     | 8     | 4     | 5     | 10    | 456    |
| 9    | Michael Zachrau       | Germania    | 2     | 2     | 4     | 2     | -     | -     | -     | -     | 426    |
| 10   | Pavel Kulikov         | Russia      | -     | -     | -     | -     | 2     | 1     | 4     | 4     | 422    |